# Patinatge artístic als Jocs Olímpics d'hivern de 2002 - Individual femení
Als Jocs Olímpics d'Hivern de 2002 celebrats a la ciutat de Salt Lake City (Estats Units) es disputà una prova de patinatge artístic sobre gel en categoria femenina que formà part del programa oficial dels Jocs.
La competició se celebrà entre els dies 19 i 21 de febrer de 2002 a les instal·lacions del Delta Center.

## Comitès participants
Hi participaren un total de 27 patindors de 19 comitès nacionals diferents.
| - Armènia (1) - Austràlia (1) - Belarús (1) - Canadà (1) - Corea del Sud (1) |  | - Croàcia (1) - Eslovàquia (1) - Eslovènia (1) - Estats Units (3) - Finlàndia (1) |  | - França (2) - Hongria (1) - Itàlia (2) - Japó (2) - Romania (1) |  | - Rússia (3) - Suïssa (1) - Ucraïna (2) - Uzbekistan (1) |

## Resum de medalles
| Or           | Argent          | Bronze        |
| Sarah Hughes | Irina Slútskaia | Michelle Kwan |

## Resultats

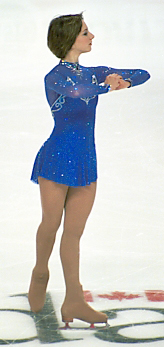
Imatge de Sarah Hughes.

| Posició                           | Nom                | CON           | PC   | PL | Pts. |
| --------------------------------- | ------------------ | ------------- | ---- | -- | ---- |
| 1                                 | Sarah Hughes       | Estats Units  | 3.0  | 4  | 1    |
| 2                                 | Irina Slutskaya    | Rússia        | 3.0  | 2  | 2    |
| 3                                 | Michelle Kwan      | Estats Units  | 3.5  | 1  | 3    |
| 4                                 | Sasha Cohen        | Estats Units  | 5.5  | 3  | 4    |
| 5                                 | Fumie Suguri       | Japó          | 8.5  | 7  | 5    |
| 6                                 | Maria Butyrskaya   | Rússia        | 8.5  | 5  | 6    |
| 7                                 | Jennifer Robinson  | Canadà        | 11.0 | 8  | 7    |
| 8                                 | Julia Sebestyen    | Hongria       | 11.0 | 6  | 8    |
| 9                                 | Viktoria Volchkova | Rússia        | 16.0 | 12 | 10   |
| 10                                | Silvia Fontana     | Itàlia        | 17.5 | 11 | 12   |
| 11                                | Elina Kettunen     | Finlàndia     | 18.0 | 18 | 9    |
| 12                                | Galina Maniachenko | Ucraïna       | 18.5 | 15 | 11   |
| 13                                | Sarah Meier        | Suïssa        | 20.5 | 9  | 16   |
| 14                                | Elena Liashenko    | Ucraïna       | 21.0 | 16 | 13   |
| 15                                | Laetitia Hubert    | França        | 22.0 | 14 | 15   |
| 16                                | Vanessa Gusmeroli  | França        | 22.0 | 10 | 17   |
| 17                                | Yoshie Onda        | Japó          | 22.5 | 17 | 14   |
| 18                                | Julia Soldatova    | Belarús       | 29.0 | 22 | 18   |
| 19                                | Idora Hegel        | Croàcia       | 30.5 | 23 | 19   |
| 20                                | Vanessa Giunchi    | Itàlia        | 30.5 | 21 | 20   |
| 21                                | Zuzana Babiakova   | Eslovàquia    | 31.0 | 20 | 21   |
| 22                                | Mojca Kopac        | Eslovènia     | 31.5 | 19 | 22   |
| 23                                | Roxana Luca        | Romania       | 35.0 | 24 | 23   |
| WD                                | Tatiana Malinina   | Uzbekistan    |      | 13 |      |
| No realitzaren el programa lliure |                    |               |      |    |      |
| 25                                | Stephanie Zhang    | Austràlia     |      | 25 |      |
| 26                                | Park Bit-Na        | Corea del Sud |      | 26 |      |
| 27                                | Julia Lebedeva     | Armènia       |      | 27 |      |